# آلبرت آودولیان
آلبرت آودولیان (ارمنی: Ալբերտ Ավդոլյան؛ انگلیسی: Albert Avdolyan؛ زادهٔ ۸ نوامبر ۱۹۷۰) کارآفرین بخش مخابرات ارمنی‌تبار اهل روسیه است. در سال ۲۰۱۶ شهروندی مالت را نیز به خاطر طرح سرمایه‌گذار کسب نمود. وی بنیانگذار و مالک موبایل وای‌مکس و از سهامداران یوتا هلدینگ می‌باشد.

## زندگی‌نامه
وی در ۸ نوامبر در کراسنودار به دنیا آمد .